# 아카이브 오브 아워 온
아카이브 오브 아워 온(Archive of Our Own, AO3)은 사용자가 기여한 팬 픽션 및 기타 팬 작품을 위한 비영리, 오픈 소스 저장소이다. 이 사이트는 2008년 변형적 작품을 위한 단체에 의해 만들어졌으며 2009년에 오픈 베타로 전환되어 현재까지 베타 상태이다. 2025년 5월 14일 기준, 아카이브 오브 아워 온은 실제 인물과 관련된 작품을 포함하여 71,720개 이상의 팬덤에서 15,000,000개 이상의 작품을 호스팅하고 있다. 이 사이트는 주로 팬픽션 독자와 작가, 그리고 팬덤 문화에 참여하는 사람들에 의해 이루어진 큐레이션, 조직, 디자인에 대해 전반적으로 긍정적인 평가를 받았다.

## 역사
2007년, 팬픽션으로 수익을 창출하려는 목표로 FanLib이라는 웹사이트가 만들어졌다. 팬픽션은 주로 여성들이 작성했으며, 남성들이 전적으로 운영하는 FanLib은 비판을 받았다. 동시에 LiveJournal이라는 사이트는 팬픽션 지향적인 사용자층에게 불쾌한 정책 및 디자인 변경을 추진하고 있었다. 이는 궁극적으로 팬 문화와 작품을 기록하고 아카이브하는 것을 표방하는 비영리 단체인 변형적 작품을 위한 단체(OTW)의 설립으로 이어졌다. OTW는 2008년 10월 아카이브 오브 아워 온을 만들고 2009년 11월 14일에 오픈 베타로 설정했다. 사이트의 이름은 작가 나오미 노빅의 블로그 게시물에서 유래했는데, 그녀는 FanLib이 "팬덤적" 공동체를 육성하는 데 관심이 없다는 점에 대해 "나만의 아카이브"를 만들 것을 촉구했다. 이 이름은 버지니아 울프의 수필 자기만의 방에서 영감을 얻었다. 울프는 이 수필에서 작가가 창작하기 위해서는 공간, 시간, 자원이 필요하다고 말했다. AO3는 자신을 주로 아카이브로 정의하며 온라인 커뮤니티로 정의하지는 않는다.
2013년까지 사이트의 연간 비용은 약 7만 달러였다. 그 해 팬픽션 작가들은 텀블러 (마이크로블로그)를 통해 아카이브 오브 아워 온을 위한 모금 경매를 열어 입찰자들의 원본 작품에 대한 수수료로 16,729달러를 모았다. 2018년 사이트의 예산은 약 26만 달러로 책정되었다. 2022년 AO3의 실제 연간 비용은 290,688.25달러였으며, 이 중 대부분은 서버 호스팅 및 유지 관리에 사용되었고, 모금 활동을 통한 수입은 512,358.90달러에 달했다고 보고되었다. 플랫폼을 위한 모금은 여러 가지 수단을 통해 이루어진다. 2023년 9월 30일 기준으로 4월과 10월 모금 행사 및 기타 비모금 기부를 통한 주요 모금액은 621,454.87달러에 달했다.  일부 수입은 초기 OTW 회원들이 쓴 책의 인세 형태로도 징수된다.
2023년 7월 10일, 익명의 해커 그룹이 DDoS 공격 또는 서비스 거부 공격으로 사이트를 공격했다. 어나니머스 수단 (사이버보안 회사 CyberCX에 따르면 러시아의 지원을 받을 가능성이 높음)은 웹사이트의 미국 등록과 성적 및 LGBTQIA+ 콘텐츠에 대한 동기가 있었다고 텔레그램 게시물에서 주장하며 책임을 자처했다. 이 그룹은 공격을 중단하기 위해 24시간 이내에 3만 달러 상당의 비트코인을 요구했다. 사이트는 다음 날 Cloudflare 보호를 추가하여 다시 온라인 상태가 되었다.

## 기능
아카이브 오브 아워 온은 거의 전적으로 자원봉사자들이 루비 온 레일즈 웹 프레임워크로 프로그래밍한 오픈 소스 코드에서 실행된다. 사이트 개발자들은 사용자들이 지라 대시보드를 통해 사이트 기능 요청을 제출할 수 있도록 허용한다. AO3는 약 700명의 자원봉사자를 보유하고 있으며, 이들은 정책 및 남용, 태그 정리와 같은 자원봉사 위원회에서 활동하며 조직을 돕는다.

### 태그
아카이브 오브 아워 온은 업로드된 작품을 "태그"라고 불리는 시스템으로 분류한다. 아카이브 오브 아워 온에 업로드된 모든 작품은 팬픽션의 성숙도 수준을 나타내는 등급 태그, 독자에게 스토리의 잠재적으로 불쾌한 콘텐츠를 경고하는 아카이브 경고, 그리고 의도된 팬베이스로 작품을 분류하는 팬덤 태그를 사용해야 한다. 추가 태그를 통해 사용자는 의도된 청중, 포함된 콘텐츠, 팬덤, 캐릭터, 관계 페어링 및 기타 태그를 기반으로 콘텐츠를 분류하고 정렬할 수 있다. 작가는 일반적으로 태그 길이, 공백, 문자 또는 비로마자에 대한 제한 없이 자신의 이야기에 원하는 태그를 자유롭게 선택할 수 있다. 태그의 최대 개수는 2021년 9월에 75개로 제한되었다. 태그를 탐색하거나 검색할 때 해당 태그를 사용했거나 관련 태그로 결정된 모든 작품이 큐레이션된 포크소노미 검색에 나타난다.
태그 시스템은 "태그 정리자"라고 불리는 자원봉사자들에 의해 유지되며, 이들은 사이트의 검색 시스템을 강화하기 위해 동의어 태그를 수동으로 연결한다.

### 계정
이 사이트는 사용자가 고유한 사용자 이름을 만들 수 있도록 허용한다. 또한, 사용자는 중앙 계정에 연결된 "가명"이라고 불리는 하나 이상의 가명으로 자신을 식별할 수 있다. 가입하려면 사용자는 이메일 주소로 초대장을 요청해야 한다. 계정이 있으면 작품 게시, 작가 및 스토리를 팔로우하여 업데이트 알림 받기, 즐겨찾는 작품을 북마크로 저장 및 추천하기, 읽기 대기열 생성과 같은 기능에 접근할 수 있다. 작가가 자신의 작품을 등록 사용자에게만 보여주기로 선택하지 않은 한, 게시된 콘텐츠를 보려면 계정이 필요하지 않다.

### 피드백
다른 많은 온라인 플랫폼과 마찬가지로, AO3 계정을 가진 독자들은 댓글이 비활성화되지 않은 출판물에 댓글을 남길 수 있다.
독자는 다른 사이트의 좋아요 버튼과 유사하게 작동하는 칭찬을 스토리에 줄 수 있다. 칭찬은 영구적이며 취소할 수 없다. 2010년에 추가된 칭찬 기능은 '좋아요'를 남기는 단순한 행동이 독자가 댓글이나 리뷰를 통해 작가의 작품과 더 이상 상호 작용하는 것을 방해한다고 주장하는 여러 AO3 작가들에게 부정적으로 받아들여졌다. 실제로 2012년에는 여러 작가들이 AO3 작가들이 자신의 출판물에서 칭찬 기능을 제거할 수 있도록 '옵트 아웃' 기능을 만들겠다는 공통 목표로 뭉쳤다.

## 콘텐츠
변형적 작품을 위한 단체를 위해 일하는 법무팀은 AO3에 팬픽션을 출판하는 것이 공정 이용 원칙에 따라 합법적이라고 믿는다. 이는 "변형적"이어야 한다는 의미인데, 그들은 이를 원본 작품에 새로운 의미를 부여하는 것으로 해석한다.
AO3는 강간, 근친상간, 소아성애증을 묘사하는 작품을 포함한 논란의 여지가 있는 콘텐츠를 호스팅한다. 이러한 허용은 한때 사이트가 음란물로 간주한 팬픽션 작가의 계정을 삭제하기 시작한 라이브저널과 팬픽션에 반대하는 작가들이 원래 만든 캐릭터를 재활용하는 것을 포함한 여러 유형의 스토리를 허용하지 않는 FanFiction.Net과 같은 다른 인기 팬픽션 호스팅 사이트의 정책에 대한 반응으로 개발되었다. AO3 정책 및 남용 위원장 매티 바워스(Matty Bowers)에 따르면, 아카이브에 제출된 스토리 중 극히 일부만이 사용자에 의해 "불쾌하다"고 신고되었다. 변형적 작품을 위한 단체 법률 위원회 자원봉사자인 스테이시 란타뉴(Stacey Lantagne)는 다음과 같이 말했다. "OTW의 임무는 우리가 좋아하는 작품뿐만 아니라 변형적 작품을 옹호하는 것입니다."

2012년에 시작된 OTW의 오픈 도어스 프로젝트는 팬덤 역사를 보존하기 위해 오래되고 사라진 팬픽션 아카이브 관리자들에게 그들의 스토리를 아카이브 오브 아워 온으로 가져오도록 초대했다. 이 사이트는 또한 특정 원본, 비팬픽션 작품에도 개방되어 있으며, 2024년 1월 27일 기준으로 250,000개 이상의 그러한 원본 작품을 호스팅하고 있다.

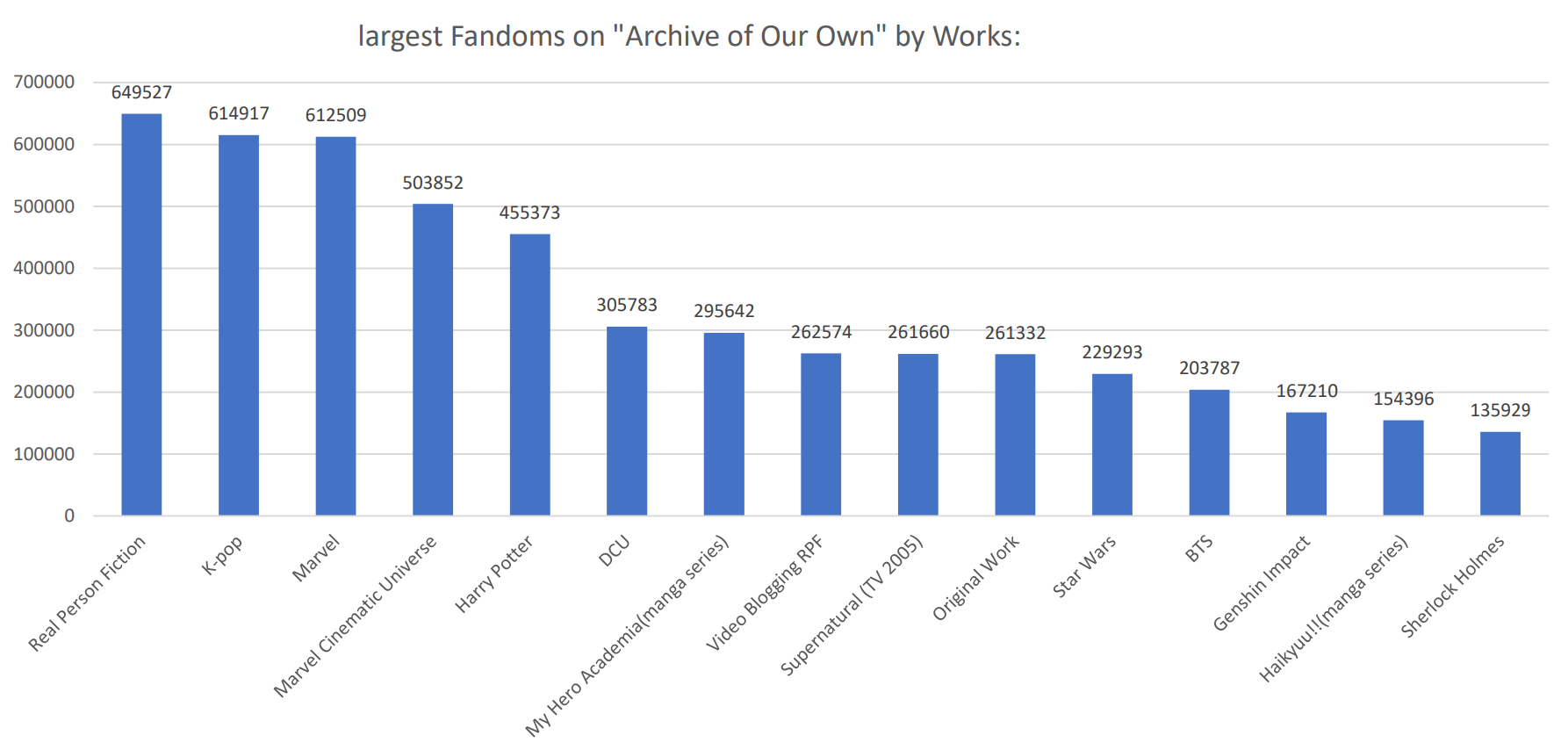
가장 큰 팬덤 일부 차트 (2024년 3월 11일 기준).

AO3는 2014년 2월에 100만 개의 작품(이야기, 미술 작품, 팟캐스트 팬픽 녹음(팟픽) 포함)을 달성했다. 당시 이 사이트는 14,353개의 팬덤을 대표하는 작품을 호스팅하고 있었으며, 이 중 가장 큰 팬덤은 마블 시네마틱 유니버스, 수퍼내추럴 (미국 드라마), 셜록 (드라마), 해리 포터였다. 2019년 7월에는 사이트의 등록 사용자가 200만 명, 게시된 작품이 500만 개에 달한다고 발표되었다. 2014년에 사이트에 게시된 팬픽션에서 다루어진 상위 100개 캐릭터 페어링 중 71개가 남성/남성 슬래시 픽션이었고, 대부분의 캐릭터 페어링은 백인 캐릭터를 특징으로 했다. 2016년에는 사이트에 호스팅된 팬픽션의 약 14%가 특정 원작의 캐릭터가 다른 배경으로 옮겨진 대체 우주(종종 AU로 축약됨)를 배경으로 했다. 아카이브 오브 아워 온의 스토리 길이는 인기도와 상관관계가 있는 경향이 있다. 1,000단어 스토리는 평균 150회 미만의 조회수를 기록하는 반면, 소설과 길이가 비슷한 스토리는 각각 1,500회 가까이 조회되었다.
AO3는 소셜 미디어 게시물, 프롬프트 또는 요청, 그리고 AO3 관리자가 스팸 또는 비변형적이라고 간주하는 작품을 허용하지 않는다. 서비스 약관(TOS) 위반 혐의로 작품을 삭제하는 결정은 사례별로 처리되며, 사용자(단순한 계정이 아닌)는 이로 인해 금지될 수 있다. 또한, AO3에 게시된 팬픽션은 "비상업적"이어야 한다. 작가는 다른 작가의 캐릭터, 배경 등을 사용하기 때문에 자신의 팬픽션으로 법적으로 돈을 벌 수 없다. AO3의 비영리 지위는 팬픽션 작품의 상업화를 금지한다.

## 평가
2012년, 더 데일리 닷의 아자 로마노(Aja Romano)와 가비아 베이커-화이트로(Gavia Baker-Whitelaw)는 "좋은 팬픽 포르노를 찾는 방법"이라는 제목의 기사에서 아카이브 오브 아워 온을 "팬픽 커뮤니티의 초석"이라고 묘사하며, 이 사이트가 FanFiction.Net 및 왓패드와 같은 다른 사이트에서 허용하지 않는 콘텐츠를 호스팅하며 텀블러 (마이크로블로그)보다 탐색하기 쉽다고 썼다.
타임은 아카이브 오브 아워 온을 2013년 50대 최고 웹사이트 중 하나로 선정하며 "웹에서 가장 세심하게 큐레이션되고, 합리적으로 조직되었으며, 쉽게 탐색 및 검색 가능한 비영리 팬픽션 컬렉션"이라고 묘사했다.
케이시 피슬러, 섀넌 모리슨, 에이미 S. 브루크먼에 따르면, 아카이브 오브 아워 온은 목표 사용자층인 팬픽션 작가와 독자가 개발하고 코딩한 가치 지향적 디자인의 드문 예시이다. 그들은 이 사이트가 아카이브 오브 아워 온 개발자들이 사이트 설계 시 여성주의 HCI 원칙을 의식하지 않았음에도 불구하고 인간-컴퓨터 상호 작용 분야의 페미니스트 HCI를 실제로 구현하고 있다고 썼다.
2019년 아카이브 오브 아워 온은 휴고상의 관련 작품상 부문을 수상했다. 이 부문은 허구적 텍스트 외의 이유로 주목할 만한 SF (장르) 관련 작품을 인정하기 위한 것이다. 피슬러는 이 후보 지명에 대해 긍정적으로 썼다. "...그것의 후보 지명은 예술 형식으로서의 팬픽션과 이 놀라운 플랫폼의 창작자 및 사용자 모두에 대한 더 큰 존중을 나타낸다. 이는 오랫동안 장르 소설과 컴퓨팅 모두에서 소외되어 온 이러한 다양한 공간과 목소리의 힘을 인정한 것이다."

## 검열

### 샤오잔 논란
2020년 2월 29일, 중국 배우 샤오잔의 팬들이 샤오잔에 대한 노골적인 팬픽션 소설을 호스팅한 웹사이트를 신고한 후, 아카이브 오브 아워 온은 중국에서 차단되었다. 이 사이트의 차단은 중국 본토의 아카이브 오브 아워 온 사용자들의 거센 반발로 인해 온라인, 중국 연예 산업, 그리고 전문 기업에서 여러 사건과 논란을 야기했다. 사용자들은 샤오잔, 그의 팬들, 그가 홍보하는 제품들, 명품 브랜드들, 그리고 그 배우와 관련된 다른 중국 유명인사들에 대한 보이콧을 촉구했다.

### 독일
2022년 12월 13일, 이 사이트는 독일 연방 청소년 유해 미디어 부서에 의해 "아동 포르노 콘텐츠"로 인해 색인되었고, 일시적으로 구글 검색 결과에서 제외되었다. 2023년 1월, 해당 기관이 색인 과정에서 행정적 오류를 저질렀기 때문에 제한이 해제되었다.

### 러시아
2023년 3월, 로스콤나조르는 아카이브 오브 아워 온에 "아동 포르노"가 포함되어 있다고 주장하며 팬픽션 16개를 삭제해 달라고 요청했다. 요청을 준수하지 못하자, 이 사이트는 2023년 4월 14일에 러시아에서 차단되었다.

## 같이 보기
- 마이 리틀 포니: 우정은 마법 팬덤의 팬픽션

## 더 읽어보기
- De Kosnik, Abigail; El Ghaoui, Laurent; Cuntz-Leng, Vera; Godbehere, Andrew; Horbinski, Andrea; Hutz, Adam; Pastel, Renée; Pham, Vu (2015). 《Watching, creating, and archiving: Observations on the quantity and temporality of fannish productivity in online fan fiction archives》. 《컨버전스》 21. 145–164쪽. doi:10.1177/1354856514560313. S2CID 460380.
- Lothian, Alexis (2011). 《An archive of one's own: Subcultural creativity and the politics of conservation》. 《변형적 작품과 문화》 6. doi:10.3983/twc.2011.0267.
- Ulaby, Neda (2019년 8월 16일). “'Archive of Our Own' Fanfiction Website Is Up for a Hugo Award”. 《올 씽즈 컨시더드》 (내셔널 퍼블릭 라디오). 2023년 5월 1일에 확인함.